# هاکی روی چمن در المپیک تابستانی ۲۰۲۰
هاکی روی چمن یکی از ورزش‌های بازی‌های المپیک تابستانی ۲۰۲۰ است که از ۲۴ ژوئیه تا ۶ اوت ۲۰۲۱ برگزار شد.
این مسابقات در دو بخش مردان و زنان با حضور ۱۲ تیم در هر بخش انجام شد.

## برنامه مسابقات
| G | مرحله گروهی | ¼ | یک چهارم نهایی | ½ | نیمه نهایی | B | رده‌بندی | F | فینال |

| تاریخرویداد | Sat 24 | Sun 25 | Mon 26 | Tue 27 | Wed 28 | Thu 29 | Fri 30 | Sat 31 | Sun 1 | Mon 2 | Tue 3 | Wed 4 | Thu 5 | Thu 5 | Fri 6 | Fri 6 |
| ----------- | ------ | ------ | ------ | ------ | ------ | ------ | ------ | ------ | ----- | ----- | ----- | ----- | ----- | ----- | ----- | ----- |
| مردان       | G      | G      | G      | G      | G      | G      | G      |        | ¼     |       | ½     |       | B     | F     |       |       |
| زنان        | G      | G      | G      |        | G      | G      | G      | G      |       | ¼     |       | ½     |       |       | B     | F     |

## مسابقات انتخابی

### مردان
| رویداد                              | تاریخ                     | میزبان      | سهمیه | تیم انتخاب شده                                                    |
| ----------------------------------- | ------------------------- | ----------- | ----- | ----------------------------------------------------------------- |
| تیم میزبان                          | ۷ سپتامبر ۲۰۱۳            | بوئنوس آیرس | 1     | ژاپن                                                              |
| بازی‌های آسیایی ۲۰۱۸                 | ۱۹ آگوست – ۱ سپتامبر ۲۰۱۸ | جاکارتا     | –     | –A                                                                |
| بازی‌های پان امریکن ۲۰۱۹             | ۳۰ ژوئیه – ۱۰ اوت ۲۰۱۹    | لیما        | 1     | آرژانتین                                                          |
| مسابقات انتخابی آفریقا              | ۱۲ – ۱۸ اوت ۲۰۱۹          | استلنبوش    | 1     | آفریقای جنوبی                                                     |
| مسابقات قهرمانی یورو هاکی ۲۰۱۹      | ۱۶ – ۲۴ اوت ۲۰۱۹          | آنتورپ      | 1     | بلژیک                                                             |
| جام هاکی روی چمن اقیانوسیه ۲۰۱۹     | ۵ – ۸ سپتامبر ۲۰۱۹        | راکهمپتون   | 1     | استرالیا                                                          |
| مسابقات انتخابی هاکی روی چمن المپیک | ۲۵ اکتبر – ۳ نوامبر ۲۰۱۹  | Various     | ۷     | کانادا · آلمان · بریتانیای کبیر · هند · هلند · نیوزیلند · اسپانیا |
| مجموع                               | مجموع                     | مجموع       | ۱۲    |                                                                   |

### زنان
| رویداد                              | تاریخ                     | میزبان      | سهمیه | تیم انتخاب شده                                                          |
| ----------------------------------- | ------------------------- | ----------- | ----- | ----------------------------------------------------------------------- |
| تیم میزبان                          | ۷ سپتامبر ۲۰۱۳            | بوئنوس آیرس | ۱     | ژاپن                                                                    |
| بازی‌های آسیایی ۲۰۱۸                 | ۱۹ آگوست – ۱ سپتامبر ۲۰۱۸ | جاکارتا     | –     | –1                                                                      |
| بازی‌های پان امریکن ۲۰۱۹             | ۲۹ ژوئیه – ۹ اوت ۲۰۱۹     | لیما        | ۱     | آرژانتین                                                                |
| مسابقات انتخابی آفریقا              | ۱۲ – ۱۸ اوت ۲۰۱۹          | استلنبوش    | ۱     | آفریقای جنوبی                                                           |
| مسابقات قهرمانی یورو هاکی زنان ۲۰۱۹ | ۱۷ – ۲۵ اوت ۲۰۱۹          | آنتورپ      | ۱     | هلند                                                                    |
| جام هاکی روی چمن اقیانوسیه ۲۰۱۹     | ۵ – ۸ سپتامبر ۲۰۱۹        | راکهمپتون   | ۱     | نیوزیلند                                                                |
| مسابقات انتخابی هاکی روی چمن المپیک | ۲۵ اکتبر – ۳ نوامبر ۲۰۱۹  | Various     | ۷     | استرالیا · چین · آلمان · بریتانیای کبیر · هند · جمهوری ایرلند · اسپانیا |
| مجموع                               | ۱۲                        |             |       |                                                                         |

## جدول مدال‌ها
| رتبه           | کشور                 | طلا | نقره | برنز | مجموع |
| -------------- | -------------------- | --- | ---- | ---- | ----- |
| ۱              | بلژیک (BEL)          | ۱   | ۰    | ۰    | ۱     |
| ۱              | هلند (NED)           | ۱   | ۰    | ۰    | ۱     |
| ۳              | آرژانتین (ARG)       | ۰   | ۱    | ۰    | ۱     |
| ۳              | استرالیا (AUS)       | ۰   | ۱    | ۰    | ۱     |
| ۵              | بریتانیای کبیر (GBR) | ۰   | ۰    | ۱    | ۱     |
| ۵              | هند (IND)            | ۰   | ۰    | ۱    | ۱     |
| مجموع (۶ کشور) | مجموع (۶ کشور)       | ۲   | ۲    | ۲    | ۶     |

## مدال‌آوران
| رویداد | طلا | نقره | برنز |
| مردان  | بلژیک (BEL) · گوتیه بوکار · تام بون · توماس بریلز · سدریک شارلیه · فلیکس دنایر · نیکولاس ده کرپل · آرتور ده اسلوفر · سباستین دوکیه · جان جان دومن · سیمون گونار · الکساندر هندریکس · آنتوان کینا · لوییک لویپرت · اوگوستین مرمان · ویکتور ونیه · ونسان واناش · فلورن فن اوبل · آرتور ون دورن | استرالیا (AUS) · دنیل بیل · جاشوا بلتز · تیم برند · اندرو چارتر · تیم کریگ · مت داوسون · بلیک گوورز · جرمی هیوارد · تیم هاوارد · دیلن مارتین · ترنت میتون · ادی اوکیندن · فلین اوگلوی · لاکلن شارپ · جاشوا سیموندز · جیکوب وتن · تام ویکم · آران زالفسکی                                                                                          | هند (IND) · سورندر کومار · وارون کومار · بیرندرا لاکرا · ویوک پراساد · دیلپریت سینگ · گورجانت سینگ · هارمانپریت سینگ · هاردیک سینگ · ماندیپ سینگ · مانپریت سینگ · روپیندر پال سینگ · شامشر سینگ · سیمرانجیت سینگ · نیلاکانتا شارما · پی. آر. سریجش · سومیت · لالیت اوپادیایی · آمیت روهیداس |
| زنان   | هلند (NED) · فلیس آلبرس · اوا دخوده · خان ده وارد · مارلوس کیتلس · یوسینه کولین · سانه کولن · لاورین لورینک · فردریک ماتلا · لاورا نونینک · مالو فنینکس · پین ساندرس · لاورن استام · مارخوت فان خفن · کایا فان ماساکر · ماریا ورشور · لیدوی ولتن                                             | آرژانتین (ARG) · آگوستینا آلبرتاریو · آگوستینا آلونسو · نوئل باریونوئوو · والنتینا کوستا بیوندی · امیلیا فورکریو · آگوستینا گورسلانی · ماریا خوسه گراناتو · ویکتوریا گراناتو · خولیتا یانکوناس · سوفیا ماکاری · دلفینا مینو · والنتینا راپوسو · روسیو سانچس موچیا · میکائلا رتگی · ویکتوریا ساوزه · بلن سوچی · سوفیا توکالینو · ائوخنیا ترینچینتی | بریتانیای کبیر (GBR) · جیزل انزلی · گریس بالسدون · فیونا کراکلز · مدی هینچ · سارا جونز · هانا مارتین · شونا مک‌کالین · لیلی آوسلی · هولی وب · ایزابل پیتر · الی رایر · سارا رابرتسون · آنا تومان · سوسانا تاونزند · لورا آنزوور · لیا ویلکینسون                                              |